# Derambila delostigma
Derambila delostigma är en fjärilsart som beskrevs av Louis Beethoven Prout 1915. Derambila delostigma ingår i släktet Derambila och familjen mätare. Inga underarter finns listade i Catalogue of Life.